# 黄囊薹草
黄囊薹草（学名：[Carex korshinskyi] 错误：{{Lang}}：文本有斜体标记（帮助））为莎草科薹草属的植物。分布在朝鲜、俄罗斯东西伯利亚和远东地区、蒙古以及中国大陆的辽宁、黑龙江、陕西、新疆、甘肃、内蒙古等地，生长于海拔700米至1,300米的地区，一般生长在草原、山坡以及沙丘地带，目前尚未由人工引种栽培。